# Nazionale femminile di pallacanestro del Galles
La nazionale di pallacanestro femminile del Galles partecipa alle competizioni internazionali di pallacanestro organizzate dalla FIBA. È gestita dalla Federazione cestistica del Galles.

## Storia

### Nazionale gallese (1956-2005)
Affiliato alla FIBA dal 1956, poca gloria per il team gallese, considerato di "terza fascia", dato lo scarso appeal della pallacanestro nel Paese, e la scarsa considerazione che la pallacanestro britannica detiene a livello internazionale.

Ha partecipato solamente al Campionato europeo FIBA dei piccoli stati. Non ha mai partecipato a Mondiali ed Olimpiadi.

### Nazionale britannica (dal 2005)
Nel 2005, insieme a Scozia e Inghilterra, ha aderito al progetto di ricostituzione della nazionale britannica pur continuando a mantenere la propria rappresentativa, considerando anche la difficoltà del movimento a fornire giocatori di valore alla nazionale unificata. Continua a partecipare, in modo indipendente, al Campionato europeo FIBA dei piccoli stati.

## Formazioni

### Campionati europei dei piccoli stati
Campionato europeo FIBA dei piccoli stati Women 20124 Woods, 5 Kingston, 6 Reynolds, 7 Acreman, 8 Gough, 9 Shanahan, 10 Jennings, 11 Short, 12 Gottwald, 13 Raper, 14 Jenkins, 15 Carter,        All. Darren Oakey
Campionato europeo FIBA dei piccoli stati Women 20144 Dorney-Kingdom, 5 Kingston, 6 Ross, 7 Acreman, 8 Jenkins, 9 Shanahan, 10 Hunt, 11 Reynolds, 12 Wagstaff, 13 Hinchliffe, 14 Curson, 15 Carter,        All. Shaun Reynolds

## Nazionali giovanili
- Selezioni giovanili della nazionale femminile di pallacanestro del Galles